# 알렉산드리아 판본형
알렉산드리아 판본형(Alexandrian text-type)은 신약성경 본문비평에서 주요 판본형 중 하나이다. 이는 대다수의 현대 본문 비평가들이 선호하는 판본형이며 대부분의 현대(1900년 이후) 성경 번역의 기초이다. 5,800개가 넘는 신약성서 사본이 판본형에 따라 네 그룹으로 분류되었다. 알렉산드리아 양식 외에 다른 유형으로는 서양식, 제왕절개식(Caesarean), 비잔틴식 등이 있다. 이들 후기 판본형에 비해 알렉산드리아 판본은 갑작스럽고, 더 적은 수의 단어를 사용하고, 공관 복음서 사이에 더 큰 변화를 보이고, 읽기가 어려운 것으로 간주되는 경향이 있다. 즉, 후기 서기관들은 성서를 다듬고 문학적 스타일을 개선하는 경향이 있었다. 성경을 손으로 복사하는 과정에서 때때로 주석이 구절로 추가되기도 했다. 9세기 이후 현재 남아 있는 사본의 대부분은 비잔틴 양식이다.
킹 제임스 성경과 기타 종교 개혁 시대의 성경은 데시데리위스 에라스뮈스가 만든 그리스어 본문인 공인본문(Textus Receptus)에서 번역되었으며 비잔틴 형식의 다양한 사본을 기반으로 한다. 1721년에 리처드 벤틀리(Richard Bentley)는 알렉산드리아 사본(Codex Alexandrinus)을 기반으로 개정된 그리스어 판본을 작성하는 프로젝트의 개요를 설명했다. 이 프로젝트는 1850년에 칼 라흐만(Karl Lachmann)에 의해 완료되었다.

## 추가 문헌
- Bruce M. Metzger & Bart D. Ehrman, The Text of the New Testament: Its Transmission, Corruption and Restoration, Oxford University Press, 2005, pp. 277–278.
- Bruce M. Metzger, A Textual Commentary on the Greek New Testament: A Companion Volume to the United Bible Societies' Greek New Testament, 1994, United Bible Societies, London & New York, pp. 5*, 15*.
- Carlo Maria Martini, La Parola di Dio Alle Origini della Chiesa, (Rome: Bibl. Inst. Pr. 1980), pp. 153–180.
- Gordon D. Fee, P75, P66, and Origen: The Myth of Early Textual Recension in Alexandria, in: Studies in the Theory and Method of New Testament Textual Criticism, vol. 45, Wm. Eerdmans 1993, pp. 247–273.